# Martin Biddle
Martin Biddle (* 4. Juni 1937 in North Harrow, Middlesex) ist ein britischer Archäologe.

Martin Biddle interessierte sich bereits in frühen Jahren für archäologische Ausgrabungen. An seiner ersten Ausgrabung nahm er 1949 im Alter von zwölf Jahren teil. Es war eine Ausgrabung von Mortimer Wheeler in St Albans (Verulamium), die von Molly Cotton beaufsichtigt wurde. Dabei durchsuchte er die Schubkarren nach Dingen, die vielleicht übersehen worden waren. Im Jahr 1952 nahm er an einer Wheeler-Ausgrabung in Stanwick teil. Von 1950 bis 1955 besuchte er die Merchant Taylors’ School, Northwood. Er leistete seinen National Service beim Royal Tank Regiment. Im Oktober 1957 kam er im Range eines Truppenführers nach Berlin. Das Geschwader wurde jedoch aufgrund von Armeekürzungen aufgelöst. Nach brieflicher Anfrage bei Wheeler wurde er zu den Ausgrabungen von Kathleen Kenyon nach Jericho geschickt. Er studierte von 1958 bis 1961 Archäologie und Anthropologie am Pembroke College in Cambridge. Zwei Jahre später wurde er der erste Lecturer in Mittelalterarchäologie in England an der University of Exeter (1963–1967). Anschließend war er Visiting Fellow am All Souls College in Oxford (1967–1968) und wurde 1968 Direktor der Winchester Research Unit. Er war Professor für Anthropologie und Kunstgeschichte an der University of Pennsylvania (1977–1981) und hatte die Leitung des Universitätsmuseums inne. Er war Lecturer of the House in Christ Church, Oxford (1983–1986) und Astor Senior Research Fellow in Mittelalterarchäologie am Hertford College (1989–2002). Er lehrte an der University of Oxford von 1997 bis zu seiner Emeritierung im Jahr 2002 als Professor für Mittelalterarchäologie.
Biddle gilt als bester Kenner des mittelalterlichen Winchester und als Pionier der mittelalterlichen Stadtarchäologie. Von 1952 bis 1955 führte er die Ausgrabungen am Manor of the More in der Nähe von Rickmansworth durch, einem wichtigen Palast aus der Zeit Heinrichs VIII. Ein Bericht über die Ausgrabungen wurde 1959 in der Fachzeitschrift The Archaeological Journal veröffentlicht. Die Ausgrabungen in Winchester leitete er von 1961 bis 1971. Es waren die größten archäologischen Ausgrabungen und historischen Forschungen, die jemals in einer britischen Stadt durchgeführt worden. Mit der Gründung der Winchester Research Unit sollten die Ausgrabungen und Forschungen abgeschlossen und die Ergebnisse für die Veröffentlichung in der Reihe der Winchester Studies vorbereitet werden. Seit 1968 ist er Herausgeber der Winchester Studies. Bei den Ausgrabungen lernte er auch seine Frau Birthe Kjølbye kennen. Sie heirateten 1966. Aus der Ehe gingen zwei Töchter hervor. Weitere Ausgrabungen führte er mit seiner Frau an der Abtei von St Albans und in Repton (1974–1993) durch. Seine Frau starb 2010 an Krebs.
Biddle ist aufgrund seiner Forschungen ein vielfach geehrter Wissenschaftler. Ihm wurde 1965 der Reginald Taylor & Lord Fletcher Essay Prize der British Archaeological Association für seinen Beitrag über Nicholas Bellin verliehen. Im Jahr 1964 wurde er Fellow of the Society of Antiquaries of London, 1970 Fellow der Royal Historical Society, zudem im Jahr 1985 in die British Academy aufgenommen. Er und seine Frau Birthe Kjølbye-Biddle erhielten 1986 die Frend Medal der Society of Antiquaries of London. Martin Biddle wurde 1997 zum Officer (OBE), im Jahr 2014 zum Commander (CBE) des Order of the British Empire. Biddle wurde 2006 Honorary Fellow vom Pembroke College.

## Schriften
Monographien
- Das Grab Christi. Neutestamentliche Quellen. Historische und archäologische Forschungen – überraschende Erkenntnisse. Aus dem Englischen von Heike Pitt-Killet (= Biblische Archäologie und Zeitgeschichte. Bd. 5). Brunnen-Verlag, Gießen 1998, ISBN 3-7655-9804-6.
- mit Dominic Tweddle, Birthe Kjølbye-Biddle: Corpus of Anglo-Saxon stone sculpture. Bd. 4: South-east England. Oxford University Press, Oxford 1995, ISBN 0-19-726129-9.
- mit Francis M. Morris: Venta Belgarum. Prehistoric, Roman, and post-Roman Winchester (= Winchester studies. Band 3,1). 2 Bände, Archaeopress, Oxford 2023, ISBN 978-1-80327-680-9.

Herausgeberschaften
- The Winchester mint and coins and related finds from the excavations of 1961–71 (= Winchester studies. Bd. 8). Oxford University Press, Oxford 2012, ISBN 0-19-813172-0.
- mit Frank Barlow: Winchester in the early Middle Ages. An edition and discussion of the Winton Domesday (= Winchester studies. Bd. 1). Clarendon Press, Oxford 1976, ISBN 0-19-813169-0.